# Tracy Strauss
Tracy Strauss est un personnage du feuilleton télévisé Heroes interprété par Ali Larter.

## Son histoire

### Les Traîtres
Tracy apparaît comme la conseillère et maîtresse de Robert Malden, Gouverneur de l'État de New York. Elle va contacter Nathan Petrelli, qui se remet de sa "résurrection" pour lui proposer le poste de Sénateur de l’État de New York. En parallèle, elle est harcelée par un journaliste du nom de William Katt, celui-ci a trouvé des photos de Niki Sanders sur le site lasvegasniki.com, le site que celle-ci tenait quand elle était stripteaseuse. Il est persuadé qu'il s'agit bien de la même femme mais Tracy nie tout lien avec ces images et n'en connaît sans doute aucun. Tracy le transforme accidentellement en statue de glace qui se brise sur le sol, découvrant ainsi ses pouvoirs.
Le lendemain, Tracy apprend la mort de Niki et rencontre Micah. Il lui apprend que sa mère possédait une super-force et que lui peut parler aux machines. Elle part ensuite à la rencontre du docteur Zimmerman pour qu'il lui en apprenne plus sur ses origines. Elle sonne à sa porte et celui-ci lui répond en l'appelant Barbara. Tracy le corrige, puis il lui dit qu'elle est celle de Beverly Hills et que c'est lui qui l'a créée.
Le docteur Zimmerman révèle à Tracy que les sœurs Sanders étaient trois (Niki, Tracy et Barbara), qu'elles ont subi des modifications génétiques et qu'elles ont été séparées après la mort de leurs parents. Le docteur Zimmerman lui parle aussi d'une Compagnie sans lui en dire plus. En apprenant cela, Tracy décide de démissionner et de mettre fin à ses jours en se jetant d'un pont. Mais Nathan Petrelli arrive juste à temps pour lui sauver la vie. Tracy décide de lui montrer son pouvoir puis ils s'embrassent. Le futur alternatif montré présente Nathan président et Tracy comme sa femme donc première dame.
On retrouve Tracy et Nathan après qu'ils ont passé la nuit ensemble. Nathan emmène Tracy voir Angela Petrelli à la Compagnie. Celle-ci confirme à Tracy ce que la Compagnie a fait aux sœurs Sanders, c'est-à-dire des modifications génétiques pour leur donner des pouvoirs. Après cela, Nathan apprend à Tracy qu'il connaît un généticien (Mohinder) qui pourra les aider.
Ensuite, Tracy et Nathan vont voir Mohinder pour trouver une explication à l'origine de leur pouvoir. Tracy explique à Mohinder qu’elle n’est pas Niki et lui fait une démonstration de son pouvoir. Mohinder qui en apparence veut les aider, leur fait des piqûres qui provoquent en fait leur inconscience. Tracy se réveille la première et discute avec Mohinder. Elle arrive à gagner la confiance de Mohinder pour pouvoir se libérer (en lui gelant le bras) puis libérer Nathan. Mais ce n’est pas fini comme le dit Mohinder qui leur lance une lourde table dessus, que Nathan peut leur faire éviter de justesse.
Mais Mohinder préfère abandonner la partie face à Tracy et Nathan. Tracy ne semble plus s'inquiéter à propos de son pouvoir et on apprend qu'elle a été conseillère pour Pinehearst. Elle fait aussi la connaissance de Noé Bennet et de Meredith Gordon.
Après ces évènements, Tracy et Nathan se rendent à Pinehearst pour que Nathan rencontre son père. Mais alors que Nathan décide de repartir après avoir vu Arthur, Tracy reste et retourne voir Arthur. Elle lui explique qu'elle peut faire avancer ses projets et qu'elle peut rallier Nathan à sa cause. Plus tard, Tracy appelle Arthur pour le prévenir que Nathan est parti à la recherche du Haïtien. Arthur lui ordonne d'aller à Parris Island. À la fin de la conversation, Tracy s'aperçoit qu'Angela est derrière elle. Tracy lui dit que c'est un appel de Washington mais Angela ne la croit pas.
Les épisodes Our Father et Dual, montre Tracy aux côtés de Arthur et de Nathan. Avec Nathan et Mohinder, ils administrent la formule à un militaire. Plus tard, Knox se retourne contre Nathan et Tracy le tue par surprise, ensuite Nathan vire Tracy et la quitte. À la fin de l'épisode, on peut la voir prendre Mohinder en voiture.
La suite de ces événements est montrée dans le Graphic Novel 121, où dans sa fuite, elle a réussi à récupérer un échantillon de la formule et veut reprendre le plan, mais Mohinder parvient à détruire l'éprouvette.

### Fugitives (fugitifs)
Deux mois plus tard, Tracy est de nouveau avec le gouverneur de New York. Alors qu'elle rentre chez elle et découvre une interview télévisée de Nathan, à qui elle n'a pas parlé depuis l'incendie de Pinehearst, Tracy se fait attaquer et capturer par les hommes de Nathan. On la retrouve plus tard dans l'avion avec toutes les autres personnes capturées. Mais lors d'une bagarre, Peter prend accidentellement le pouvoir de Tracy, et gèle une partie de l'appareil qui se brise, faisant crasher l'avion.
À la suite de ce crash, Tracy se retrouve avec Peter pour échapper aux hommes de Nathan. Ils décident de lui tendre un piège. Tracy lui dit qu'elle détient Peter et qu'elle est prête à le lui donner en échange de sa liberté. Mais Nathan leur tend lui aussi un piège. Et alors que Peter réussit à s'échapper par les airs, Tracy, quant à elle, se fait prendre.
Tracy est retenue prisonnière au Building 26. Abby Collins, une des anciennes amies de Tracy travaillant pour le gouvernement veut stopper Nathan et son projet. Mais en voulant s'échapper Tracy tue un homme et la fait changer d'avis. Plus tard, on apprend que c'est Danko qui a tout fait pour que Tracy s'échappe et ainsi faire changer d'avis Abby.
Noah Bennet réussit à convaincre Danko de libérer Tracy pour qu'elle les conduise au Rebel. Après son évasion, Tracy est rapidement retrouvée par Bennet qui lui demande de lui livrer Rebel. Tracy accepte en échange de sa liberté. Mais il se trouve que c'est Micah, son neveu, qui est le Rebel. Celui-ci lui reproche de ne pas être comme sa mère, qui était une héroïne. Mais ils sont vite retrouvés par Danko et Tracy décide de se sacrifier pour sauver Micah. Celui-ci déclenche les arroseurs à incendie puis Tracy utilise son pouvoir, et gèle tous les hommes de Danko pour que Micah puisse s'échapper. Mais son pouvoir se retourne contre elle et la gèle aussi. Danko arrive et tire une balle dans Tracy qui se brise contre le sol. Plus tard, on peut voir l'œil de Tracy cligner et verser une larme ce qui laisse présager qu'elle n'est pas morte.
En effet, six semaines après les évènements du final de la saison 3, on peut voir Tracy se déplacer par l'intermédiaire de l'eau. Elle se matérialise dans l'appartement d'un agent du Building 26 et avant de le tuer, elle lui dit qu'il est le quatrième. Tracy est dotée de nouveaux pouvoirs et semble animée par une folie vengeresse...

### Redemption
Grâce aux Graphics Novels La Reine des Glaces - Partie 1 et 2, on apprend que Tracy a convaincu Micah de lui fournir la liste des agents du bâtiment 26. Elle promet à Micah de ne tuer personne, mais elle brise immédiatement cette promesse en tuant de sang froid le premier agent de la liste, Wade Winslow. Rien ne peut plus arrêter Tracy, elle enchaîne les meurtres : Bob Yuleberg, Dan Albertson et l'agent Harper. Mais alors qu'elle semblait avoir perdu toute humanité, Tracy commence à se poser des questions sur ce qu'elle est devenue ...
Pour ce début de saison, Tracy est de retour avec le désir de se venger. Elle s'attaque en premier lieu à  Bennet, en essayant de le noyer dans sa propre voiture. Mais celui-ci est sauvé in extremis par Danko, qui lui apprend que Tracy est revenue d'entre les morts. Un peu plus tard, Tracy rejoint Bennet dans un bar, où elle lui apprend que sa prochaine cible est Danko. Elle retrouve ce dernier à son appartement, mais avant qu'elle ne puisse tenter quelque chose, Edgar, un des forains, s'attaque à Danko et le tue sur le champ. Il s'attaque aussi à Tracy, mais celle-ci survit grâce à ses nouveaux pouvoirs : son corps se liquéfie à chaque coup de couteau, ce qui lui permet de geler le bras d'Edgar, qui s'enfuit directement. Par la suite, Tracy appelle Bennet pour venir la rejoindre, ils découvrent une clé dans le corps de Danko. Bennet, retrouvé par Edgar, finit à l'hôpital. Il décide d'appeler Tracy pour lui tenir compagnie.
Tracy veut retrouver une vie normale, et pour y parvenir, elle décide de retourner auprès du gouverneur Malden, qui lui propose immédiatement de reprendre son ancien travail. Mais cela ne convient pas à Tracy, celle-ci veut pouvoir aider les gens avec ce travail, ce qui n'est pas le cas de Malden, qui préfère reprendre les relations intimes qu'il entretenait avec Tracy. Cette dernière est déçue, et voit ses mains se liquéfier sous le coup de l'émotion. Bennet lui conseille de découvrir qui elle était, avant de savoir qui elle veut être à présent.
Dans La Quête d'Amanda - Partie 2, Tracy fait la rencontre d'Amanda qui est à la recherche de sa mère, Lydia. Elle la prend en stop et l'amène à son arrêt de bus. Mais alors qu'elle reprenait la route, Tracy intervient pour stopper un feu qu'Amanda a déclenché. Au bout du compte, Tracy propose à Amanda de l'aider à maîtriser son pouvoir, juste le temps de la ramener à sa mère.
Plus tard, Bennet contacte Tracy et lui demande de l’aider à sauver Jeremy, le jeune homme qui peut guérir ou tuer, emprisonné dans une petite ville de Géorgie. Tracy accepte et se montre très persuasive, aussi bien auprès de Jeremy, qu’auprès de ses contacts pour le faire libérer. Au courant de tout, Samuel apparaît à Tracy et tente de convaincre lui aussi la jeune femme du bien-fondé de ses vues. Pour y parvenir, il n’hésite pas à la transporter directement dans le Sullivan Bros Carnival. Il propose à Tracy un endroit sur et convivial pour Jeremy où celui-ci serait accepté pour ce qu’il est, tout comme elle-même. Tracy hésite, même si elle n'est toujours pas convaincue ... Son retour en Georgie est marqué par la mort de Jeremy, tué par un shérif adjoint. Tracy pense qu’ils ont fait une erreur et elle demande même à Bennet de ne plus la rappeler ; leur collaboration prenant fin aussi soudainement qu’elle était née, après une seule mission commune. À la fin de l'épisode, on peut voir Tracy regarder la boussole donnée par Samuel, laissant penser qu’elle ne va peut être pas tarder à rejoindre la fête foraine.
À la suite de sa rencontre avec Samuel, Tracy se retrouve en plein doute et commence à perdre le contrôle de son pouvoir. En effet, elle ne maîtrise plus sa cryokinésie et gèle tout ce qu'elle touche. Elle part voir Bennet pour trouver de l'aide mais tombe en fin de compte sur  Claire. Cette dernière essaie d'aider Tracy, et se retrouve même congelée pendant quelques instants. Plus tard, Tracy avoue à Claire qu'elle hésite à rejoindre la fête foraine car elle souhaite changer de vie. Claire l'encourage à suivre son intuition, et nous retrouvons finalement Tracy qui annonce à Samuel qu'elle accepte de se joindre à lui.
Samuel confie donc une première mission à Tracy. En effet, dans Les Prodigues, Tracy doit retrouver Eli, un ancien habitant de la fête foraine qui a le pouvoir de se cloner. Elle finit par le retrouver en Afrique du Sud, et réussit à le convaincre de revenir à la fête foraine, aux côtés de Samuel. Mais après cette mission, Tracy se pose des questions : elle espère trouver une famille un jour, et elle commence à douter du jeu de Samuel.
Après plusieurs semaines sans nouvelles de Tracy, nous avons l'occasion de la retrouver dans l'épisode The Art Of Deception. Elle reçoit un appel de Lauren qui lui dit que Bennet lui a demandé d'appeler son numéro au cas où les choses se passeraient mal…
On apprend dans Reaching Out que Tracy se trouve en réalité à Savannah en Géorgie, où elle a créé un abri pour les spéciaux, adolescents ou enfants, avec l'aide de quelques clones de Eli. En effet, Tracy veut essayer d'éviter la même situation qu'a connu Jeremy, en leur apprenant à utiliser et contrôler leurs pouvoirs. Plus tard, elle rencontre Angela Petrelli et la convainc de faire un don pour son centre en lui rappelant ce qui s'est passé à Coyote Sand avec sa sœur Alice. C'est à ce moment qu'elle reçoit l'appel de Lauren… De retour à l'abri, elle retrouve un des clones de Eli en train de recruter un garçon nommé Ricky, pour qu'il rejoigne le Sullivan Bros Carnival. Tracy décide de s'expliquer avec Eli lorsque quelqu'un d'invisible s'approche d'elle avec un couteau. Mais Ricky frappe cette énergie invisible qui se révèle être Becky. Tracy se débarrasse rapidement des clones de Eli, et stoppe une nouvelle attaque de Becky contre Ricky grâce à ses pouvoirs. Plus tard, elle demande à Ricky de surveiller tout le monde, pendant qu'elle repart avec Lauren à la fête foraine.
Tracy est de retour pour le final de la saison 4. Grâce à ses pouvoirs, elle part sous terre libérer Claire et Noah afin de les ramener à la surface. Cependant, après les avoir libérés, Tracy ne resurgit pas de l'eau boueuse et ne laisse aucun indice sur son sort… Lorsque Noah sort de l'eau il demande à Claire où est passée Tracy, celle-ci lui répond : « Elle a dit qu'il faudra la remercier… ».

### Futur alternatif
Dans l'épisode 3x04 "I am become death", elle est mariée à Nathan qui est président.

## Pouvoir
Il est révélé que son pouvoir est synthétique et qu'il lui a été donné par les expériences de la Compagnie. Son pouvoir est celui de la cryokinésie : elle peut geler tout objet ou personne par contact physique.
Dans L'épisode Cold Snap, Tracy révèle à Noé Bennet que pendant son emprisonnement au Bulding 26, elle a dû puiser dans ses forces et ses pouvoirs pour survivre. Grâce à cela, ses pouvoirs ont pu évoluer, ce qui lui a permis de geler tous les hommes de Danko, dans le parc de stationnement souterrain.
Dans le volume 5, elle possède aussi le don d'hydrokinésie : elle peut contrôler l'eau et se liquéfier.